# Habenaria trachypetala
Habenaria trachypetala är en orkidéart som beskrevs av Friedrich Fritz Wilhelm Ludwig Kraenzlin. Habenaria trachypetala ingår i släktet Habenaria och familjen orkidéer. Inga underarter finns listade i Catalogue of Life.